# Rahman Amouzad
Rahman Amouzad Khalili (Khalil Shahr, 17 de julho de 2001) é um lutador de estilo-livre iraniano.

## Carreira
Em 2018 e 2019, Amouzad conquistou medalhas de ouro no Campeonato Mundial Sub-17 e no Campeonato Asiático Sub-17, em 45 e 48 quilos, respectivamente.
Em outubro de 2020, ele competiu na Premier League iraniana pela Islamic Azad University, marcando duas vitórias em 61 quilos em sua estreia no nível sênior. Em novembro, Amouzad reduziu para 57 quilos para as seletivas da equipe mundial iraniana, perdendo partidas para o campeão asiático Reza Atri e o medalhista mundial sub-23 Alireza Sarlak. Em dezembro, ele acumulou mais duas vitórias para a IAU na Premier League. Uma semana depois, Amouzad conquistou a medalha de bronze na Copa do Mundo Individual, vencendo quatro partidas e perdendo uma, para o atual campeão mundial Zaur Uguev, da Rússia.
Em abril de 2023, Amouzad subiu para 65 quilos e conquistou seu primeiro título continental asiático, derrotando o medalhista de bronze olímpico Bajrang Punia da Índia na final. Em setembro, ele competiu no Campeonato Mundial, passando por uma prova e derrotando o atual campeão europeu Ismail Musukaev da Hungria, o tricampeão mundial Haji Aliyev do Azerbaijão e o atleta olímpico Yun Jun-sik da Coreia do Sul, para chegar à final. No dia seguinte, ele conquistou o título mundial, derrotando o tricampeão da NCAA Yianni Diakomihalis dos Estados Unidos em uma partida de alta pontuação. Em dezembro, Amouzad ajudou o Irã a conquistar a medalha de prata na Copa do Mundo, derrotando o campeão asiático sub-23 Taiyrbek Zhumashbek Uulu, do time All-Stars, e Yianni Diakomihalis, dos Estados Unidos, em uma revanche da final mundial.
Nos Jogos Olímpicos de Verão de 2024, conquistou a medalha de prata na categoria após confronto na final contra o japonês Kotaro Kiyooka.